# Acústico (álbum de Resgate)
Acústico (estilizado como Acústico...) é o primeiro álbum ao vivo da banda brasileira de rock Resgate, gravado e lançado em 2001. O disco trouxe regravações em modo acústico dos maiores sucessos dos álbuns anteriores e as inéditas "Água Viva" e "Lucifeia". Vendeu mais de 100 mil cópias.

## Antecedentes
Em 2000, o Resgate lançou o álbum Praise. Neste período, os músicos da banda viviam em estados diferentes e a carreira artística ficou em segundo plano. No entanto, com a força dos álbuns acústicos no brasil, especialmente com a série Acústico MTV, o Resgate decidiu fazer seu próprio registro. Outras bandas evangélicas, como Fruto Sagrado, Oficina G3 e Katsbarnea, já tinham investido no formato.

## Gravação
Para a concepção de arranjos, a banda passou a trabalhar com o músico Zerró Santos. Além disso, a banda também chegou o pianista Woody, que tinha trabalhado anos antes com Oficina G3, para a gravação. No entanto, Woody só esteve presente no dia da gravação propriamente dito. Com poucos ensaios, a gravação ainda chegou a ocorrer.
Em 2020, durante uma live sobre os bastidores do álbum de 2001, a banda contou que algumas canções, como "Antes", foram significativamente difíceis de tocar pelos contextos do momento. Além disso, os músicos contaram com um trio de vocais femininos, que não tinham experiência de gravação. No entanto, o desempenho delas foi tão positivo para o quarteto que eles decidiram levá-las para a turnê do disco.

## Lançamento e recepção
| Críticas profissionais | Críticas profissionais |
| Avaliações da crítica  | Avaliações da crítica  |
| Fonte                  | Avaliação              |
| ---------------------- | ---------------------- |
| O Propagador           | [ 4 ]                  |

Acústico foi lançado no final de 2001 e vendeu mais de 100 mil cópias. A obra recebeu avaliações favoráveis da mídia especializada. Retrospectivamente, a obra recebeu uma cotação de 4 de 5 estrelas do guia discográfico do O Propagador. Segundo o guia, "o Resgate não se propôs a copiar suas versões de estúdio" e "com um time muito bom de instrumentistas, conseguiu criar um registro coerente".
Com a falência da gravadora Gospel Records em 2010, o álbum físico saiu de catálogo, no entanto, em janeiro de 2014, com a remasterização da discografia do Resgate, o álbum passou a ser vendido em formato digital, porém com edições significativas em algumas faixas, nas quais interações específicas com o grupo, como elogios à Igreja Renascer em Cristo e afins foram removidas.

## Faixas
1. "Rock da Vovó"
2. "Acusador"
3. "Antes"
4. "Daniel"
5. "Infinitamente Mais"
6. "Água Viva"
7. "Em Todo o Lugar"
8. "O Jantar"
9. "O Nome da Paz"
10. "Solidão"
11. "5:50 AM"
12. "Palavras"
13. "Ele Vem"
14. "Lucifeia"